# 锡莱阿
锡莱阿（義大利語：Silea），是意大利威尼托大区特雷维索省的一个市镇。总面积18平方公里，人口10052人，人口密度558.4人/平方公里（2009年）。国家统计（ISTAT）代码为026081。